# Легат Радета Бјекића
Легат Радета Бјекића је репрезентативна збирка културних и материјалних добара које је дародавац завјештао Музеју Семберије у Бијељини.

## О дародавцу
Раде Бјекић
Рођен је у Поповићима код Гламоча. Након основне школе у родном мјесту, нижу гимназију похађа у Темерину и Жабљу код Новог Сада. Велику матуру положио је у Бечеју. Године 1959. завршава студије на Филозофком факултету у Београду. До пензионисања 1992. године, Раде Бјекић је радио као професор српско-хрватског језика и књижевности и француског и енглеског језика у више градова и школа у Србији и Босни и Херцеговини (Младеновац, Рума, Босански Петровац, Тузла, Сребреник). Од 1992. до 2002. године изузетно је активан у обновљеном раду СПКД „Просвјета“ у Тузли. Од 2003. године до смрти 2021. живио је у Руми.

## О легату
У периоду 2003-2015. године Раде Бјекић поклања Музеју Семберије вриједан библиотечки фонд од преко 400 наслова, међу којима преовлађују енциклопедије, рјечници француског, енглеског и латинског и српско-хрватског језика. Бјекићева донација Музеју Семберије проширује се у овом периоду и на документарну и фото-грађу, колекцију старе штампе, те различите употребне предмете карактеристичне за период 60-тих и 70-тих година 20. вијека. Већ након првих донација музеју 2003. године, према уговору између дародавца и Музеја Семберије установљен је легат Радета Бјекића.

## Информације за посјетиоце
Легат Радета Бјекића је смјештен у Музеју Семберије и отворен је за посјетиоце у вријеме рада музеја.
Посјете музеју су омогућене сваког радног дана од 7.00 до 16.00 часова, осим сриједом када музеј ради до 20.00 часова, а суботом од 10.00 до 14.00 часова. Недјељом је музеј затворен. Улаз је бесплатан за све посјетиоце.
На спрату Музеја су двије велике просторије и припадајућем ходнику посвијећено етнолошком одјељењу и легатима са умјетничким колекцијама и историјским артефактима.